# 瑙岡沙達爾烏帕齊拉
瑙岡沙達爾乌帕齐拉是孟加拉国瑙岡縣的一个乌帕齐拉，位於拉傑沙希专区的瑙岡縣。。

## 人口
據1991年孟加拉國人口普查，瑙岡沙達爾共有戶數60,753戶，人口348940人。其中男性佔比51.58%，女性佔比48.42%；成年人口167,542人。該地7歲以上人口之平均識字率為34.5%，高於全國平均值（32.4%）。